# Aclytia apicalis
Aclytia apicalis är en fjärilsart som beskrevs av Walker 1854. Aclytia apicalis ingår i släktet Aclytia och familjen björnspinnare. Inga underarter finns listade i Catalogue of Life.